# 단조 수렴 정리
실해석학에서 단조 수렴 정리(單調收斂定理, 영어: monotone convergence theorem)는 가측 함수의 증가 함수열의 르베그 적분과 점별 극한의 순서를 교환할 수 있다는 정리이다.

## 정의
측도 공간 {\displaystyle (X,\Sigma ,\mu )} 위의 음이 아닌 가측 함수의 열 {\displaystyle f_{n}\colon X\to ([0,\infty ],{\mathcal {B}}([0,\infty ]))} ({\displaystyle n\in \mathbb {N} }) 및 함수 {\displaystyle f\colon X\to [0,\infty ]}가 다음을 만족시킨다고 하자.
- (증가 함수열) 임의의 {\displaystyle n\in \mathbb {N} } 및 {\displaystyle x\in X}에 대하여, {\displaystyle f_{n}(x)\leq f_{n+1}(x)}
- (점별 수렴) 임의의 {\displaystyle x\in X}에 대하여, {\displaystyle \lim _{n\to \infty }f_{n}(x)=f(x)}

단조 수렴 정리에 따르면, 다음이 성립한다.:30
- {\displaystyle f}는 가측 함수이다.
- {\displaystyle \int _{X}fd\mu =\lim _{n\to \infty }\int _{X}f_{n}d\mu }

이는 다음과 같은 정리와 동치이다. 측도 공간 {\displaystyle (X,\Sigma ,\mu )} 위의 임의의 음이 아닌 가측 함수의 열 {\displaystyle g_{n}\colon X\to ([0,\infty ],{\mathcal {B}}([0,\infty ]))}에 대하여, 다음이 성립한다.
- {\displaystyle \sum _{n=0}^{\infty }g_{n}}는 가측 함수이다.
- {\displaystyle \int _{X}\sum _{n=0}^{\infty }g_{n}d\mu =\sum _{n=0}^{\infty }\int _{X}g_{n}d\mu }

증명:
임의의 {\displaystyle a\in [0,\infty ]}에 대하여, 각 {\displaystyle f_{n}}이 가측 함수이므로, {\displaystyle f_{n}^{-1}([0,a])\in \Sigma }이며, 따라서
{\displaystyle f^{-1}([0,a])=\bigcap _{n\in \mathbb {N} }f_{n}^{-1}([0,a])\in \Sigma }
이다. 즉, {\displaystyle f}는 가측 함수이다.
임의의 {\displaystyle n\in \mathbb {N} }에 대하여, {\displaystyle \forall x\in X\colon f_{n}(x)\leq f(x)}이므로,
{\displaystyle \int _{X}f_{n}d\mu \leq \int _{X}fd\mu }
이며, 이에 {\displaystyle n\to \infty }을 취하면
{\displaystyle \lim _{n\to \infty }\int _{X}f_{n}d\mu \leq \int _{X}fd\mu }
을 얻는다.
이제, {\displaystyle \forall x\in X\colon s(x)\leq f(x)}인 임의의 단순 함수 {\displaystyle s}와 임의의 {\displaystyle 0<\alpha <1}을 고정하고, 임의의 {\displaystyle n\in \mathbb {N} }에 대하여
{\displaystyle A_{n}=\{x\in X\colon \alpha s(x)\leq f_{n}(x)\}\in \Sigma }
라고 하자. 그렇다면, {\displaystyle A_{0}\subseteq A_{1}\subseteq \cdots }이며, {\displaystyle \textstyle \bigcup _{n\in \mathbb {N} }A_{n}=X}이다. 또한, 임의의 {\displaystyle n\in \mathbb {N} }에 대하여,
{\displaystyle \alpha \int _{A_{n}}sd\mu \leq \int _{A_{n}}f_{n}d\mu \leq \int _{X}f_{n}d\mu }
이다. {\displaystyle n\to \infty }을 취하면
{\displaystyle \alpha \int _{X}sd\mu \leq \lim _{n\to \infty }\int _{X}f_{n}d\mu }
를 얻는다. 이는
{\displaystyle s=\sum _{i=1}^{k}a_{i}1_{S_{i}}\qquad (a_{i}\in [0,\infty ),\;S_{i}\in \Sigma )}
라고 할 때
{\displaystyle \lim _{n\to \infty }\int _{A_{n}}sd\mu =\lim _{n\to \infty }\sum _{i=1}^{k}a_{i}\mu (S_{i}\cap A_{n})=\sum _{i=1}^{k}a_{i}\mu (S_{i}\cap X)=\int _{X}sd\mu }
이기 때문이다. 이제 {\displaystyle \alpha \to 1}을 취하면
{\displaystyle \int _{X}sd\mu \leq \lim _{n\to \infty }\int _{X}f_{n}d\mu }
를 얻는다. 르베그 적분의 정의에 따라,
{\displaystyle \int _{X}fd\mu \leq \lim _{n\to \infty }\int _{X}f_{n}d\mu }
이다.
따라서 양쪽 방향의 부등호가 성립하므로
{\displaystyle \int _{X}fd\mu =\lim _{n\to \infty }\int _{X}f_{n}d\mu }
을 얻는다.

## 따름정리

### 급수에 대한 푸비니 정리
단조 수렴 정리를 자연수의 집합 {\displaystyle \mathbb {N} } 위의 셈측도 공간 {\displaystyle (\mathbb {N} ,{\mathcal {P}}(\mathbb {N} ),|\cdot |)}에 적용하면 무한 급수에 대한 푸비니 정리를 얻으며, 이는 다음과 같다. 임의의 음이 아닌 확장된 실수들의 무한차 행렬 {\displaystyle (a_{mn})_{m,n\in \mathbb {N} }\subseteq [0,\infty ]}에 대하여, 다음이 성립한다.:168
{\displaystyle \sum _{m=0}^{\infty }\sum _{n=0}^{\infty }a_{mn}=\sum _{n=0}^{\infty }\sum _{m=0}^{\infty }a_{mn}}

### 절대 연속 측도
임의의 측도 공간 {\displaystyle (X,\Sigma ,\mu )} 및 음이 아닌 가측 함수 {\displaystyle f\colon X\to ([0,\infty ],{\mathcal {B}}([0,\infty ]))}에 대하여, 함수
{\displaystyle \nu (A)=\int _{A}fd\mu \qquad (A\in \Sigma )}
는 {\displaystyle (X,\Sigma )} 위의 측도를 이루며, 또한 이는 {\displaystyle \mu }-절대 연속 측도를 이룬다 (즉, {\displaystyle \mu (A)=0}은 {\displaystyle \nu (A)=0}을 함의한다).
증명:
임의의 가산 무한 개의 서로소 집합 {\displaystyle A_{0},A_{1},\dots \subseteq \Sigma }에 대하여, 각 {\displaystyle f1_{A_{n}}}은 음이 아닌 가측 함수이므로, 단조 수렴 정리에 따라
{\displaystyle \nu \left(\bigcup _{n=0}^{\infty }A_{n}\right)=\int _{X}f1_{\bigcup _{n=0}^{\infty }A_{n}}d\mu =\int _{X}\sum _{n=0}^{\infty }f1_{A_{n}}d\mu =\sum _{n=0}^{\infty }f1_{A_{n}}d\mu =\sum _{n=0}^{\infty }\nu (A_{n})}
이다. 따라서 {\displaystyle \nu }는 측도이다.
만약 {\displaystyle A\in \Sigma }이며 {\displaystyle \mu (A)=0}이라면, {\displaystyle \mu }-거의 어디서나 {\displaystyle f1_{A}=0}이므로,
{\displaystyle \nu (A)=\int f1_{A}d\mu =0}
이다. 따라서 {\displaystyle \nu }는 {\displaystyle \mu }-절대 연속 측도이다.

## 같이 보기
- 파투 보조정리
- 지배 수렴 정리

## 참고 문헌
- Athreya, Krishna B.; Lahiri, Soumendra N. (2006). 《Measure Theory and Probability Theory》. Springer Texts in Statistics (영어). New York, NY: Springer. doi:10.1007/978-0-387-35434-7. ISBN 978-0-387-32903-1. ISSN 1431-875X. Zbl 1125.60001.